# 江西路站
江西路站，位于中华人民共和国山东省青岛市市南区南京路与江西路交叉口地下，是青岛地铁3号线的地铁车站。

## 车站结构
车站为地下二层岛式站台车站，车站总长246.4 m、主体建筑面积10 176 m²、附属结构面积3 857 m²，站厅层宽19.1 m、长117 m、面积2 234.7 m²，站台层宽11.5 m、有效长120 m、面积1 380 m²。
车站主体采用明挖法施工，设4个出入口、2组风亭、1个消防出入口，分别位于南京路东西两侧。
| G                 | 地面 | 出入口 |
| B1                | 站厅 | 服务中心、自动售票                                                                                        |
| B2                | 站台 | \| \| \| 3号线往青岛站（五四广场） \| \| 島式 · 開左邊车门 \| \| \| \| \| \| 3号线往青岛北站（宁夏路） \| |
|                   |      | 3号线往青岛站（五四广场）                                                                                 |
| 島式 · 開左邊车门 |      | |
|                   |      | 3号线往青岛北站（宁夏路）                                                                                 |

### 出入口
- ：南京路（西）
- ：南京路（西），江西路（南）
- ：南京路（东），江西路（北）
- ：南京路（东）
  - 图例： 设有

## 车站周边
江西路站位于香港中路街道北部，与八大湖街道的交界处，距离黄海浮山湾最短直线距离为1.4千米，距离青岛奥林匹克帆船中心1.6千米。西北方向760米为青岛国家海洋科研中心，东向约900米为青岛海洋地质研究所。

## 换乘
江西路站除自身轨道交通性质外，还可实现与市内公交车和出租车的近距离换乘：
- 分布于周边的公交车站，包括以下路线的停靠站点：12、26、32、33、125、202、210、218、220、222、312、319、322、370、601、604路等。